# Lagune von Bacalar
Die Lagune von Bacalar (spanisch Laguna de Bacalar) ist ein See im Bundesstaat Quintana Roo in Mexiko, an dessen Ufer die namensgebende Stadt Bacalar liegt. 
Die Lagune von Bacalar ist durch den Zusammenschluss von sieben Cenotes, also dolinenartigen Kalksteinlöchern entstanden, im deutschen Sprachgebrauch also ein See und keine Lagune. Aufgrund der unterschiedlichen Farben der Wasserfläche wird der See auch als Lagune der sieben Farben bezeichnet (spanisch Laguna de los Siete Colores).
Die Lagune von Bacalar ist einer der wenigen permanenten Wasserkörper auf der Halbinsel Yucatán. In der Regenzeit besteht zeitweise eine oberirdische Verbindung zu benachbarten Lagunen, dem Río Hondo oder der Bucht von Chetumal.
Überdies ist die Lagune bekannt für ihre Stromatolithen.